# Danh sách câu lạc bộ bóng đá tại Việt Nam
Dưới đây là danh sách câu lạc bộ bóng đá ở Việt Nam tham gia vào các giải đấu và hạng đấu trong hệ thống thi đấu quốc gia do Liên đoàn bóng đá Việt Nam tổ chức.
Lưu ý: Tên của tất cả các câu lạc bộ trong bài được sắp xếp theo thứ tự bảng chữ cái, không phụ thuộc vào thứ hạng cũng như trình độ của các câu lạc bộ.

## Cơ cấu hạng đấu
| Cấp bậc | Giải đấu (nam)                   | Giải đấu (nam)                   |
| ------- | -------------------------------- | -------------------------------- |
| I       | Vô địch Quốc gia 14 câu lạc bộ   | Vô địch Quốc gia 14 câu lạc bộ   |
| II      | Hạng Nhất Quốc gia 13 câu lạc bộ | Hạng Nhất Quốc gia 13 câu lạc bộ |
| III     | Hạng Nhì Quốc gia 15 câu lạc bộ  | Hạng Nhì Quốc gia 15 câu lạc bộ  |
| IV      | Hạng Ba Quốc gia 16 câu lạc bộ   | Hạng Ba Quốc gia 16 câu lạc bộ   |

| Cấp bậc | Giải đấu (nữ)                 |
| ------- | ----------------------------- |
| I       | Vô địch Quốc gia 8 câu lạc bộ |

## Hiện tại

### Nam

#### Vô địch Quốc gia (2025–26)
1. Becamex Thành phố Hồ Chí Minh
2. Công an Hà Nội
3. Công an Thành phố Hồ Chí Minh
4. Đông Á Thanh Hóa
5. Hà Nội
6. Hải Phòng
7. Hoàng Anh Gia Lai
8. Hồng Lĩnh Hà Tĩnh
9. Ninh Bình
10. PVF–CAND
11. SHB Đà Nẵng
12. Sông Lam Nghệ An
13. Thép Xanh Nam Định
14. Thể Công – Viettel

#### Hạng Nhất Quốc gia (2025–26)
1. Bắc Ninh
2. Đại học Văn Hiến
3. Đồng Tháp
4. Gia Định
5. Hòa Bình
6. Khatoco Khánh Hòa
7. Long An
8. Quảng Ninh
9. Quy Nhơn United
10. Thành phố Hồ Chí Minh
11. Thanh niên Thành phố Hồ Chí Minh
12. Trẻ PVF–CAND
13. Trường Tươi Đồng Nai

#### Hạng Nhì Quốc gia (2025)
1. Bắc Ninh
2. Đại học Văn Hiến
3. Đắk Lắk
4. Gia Định
5. Hoài Đức
6. Kon Tum
7. Lâm Đồng
8. Phú Thọ
9. PVF
10. Quảng Ninh
11. Tây Ninh
12. Trẻ Hà Nội
13. Trẻ PVF–CAND
14. Trẻ SHB Đà Nẵng
15. Vĩnh Long

#### Hạng Ba Quốc gia (2024)
1. Cần Thơ
2. Gia Định
3. Hoài Đức
4. Học viện LPBank Hoàng Anh Gia Lai
5. Phú Yên
6. Quảng Ninh
7. Tây Ninh
8. Trẻ Becamex Bình Dương
9. Trẻ Công an Hà Nội
10. Trẻ Đông Á Thanh Hóa
11. Trẻ Đồng Nai
12. Trẻ Nam Định
13. Trẻ PVF–CAND
14. Trẻ Thành phố Hồ Chí Minh
15. Trung tâm bóng đá Đào Hà
16. Zantino Vĩnh Phúc

### Nữ

#### Vô địch Quốc gia (2024)
1. Hà Nội I
2. Hà Nội II
3. Phong Phú Hà Nam
4. Thái Nguyên T&T
5. Than Khoáng Sản Việt Nam
6. Thành phố Hồ Chí Minh I
7. Thành phố Hồ Chí Minh II
8. Sơn La

## Quá khứ
Đây là một danh sách chưa hoàn tất, và có thể sẽ không bao giờ thỏa mãn yêu cầu hoàn tất. Bạn có thể đóng góp bằng cách mở rộng nó bằng các thông tin đáng tin cậy.
Danh sách dưới đây bao gồm những câu lạc bộ hiện không còn thi đấu tại các hạng đấu chính thức ở cấp độ đội một, đã giải thể, đổi tên (do các vấn đề liên quan đến nhà tài trợ hoặc sự phân tách/sáp nhập của các tỉnh thành) hoặc được kế thừa bởi câu lạc bộ khác.

### Nam
- An Biên
- Bạc Liêu
- Bến Tre
- Bình Điền
- Bình Thuận
- Bưu điện Thành phố Hồ Chí Minh
- Cà Mau
- Cảng Hải Phòng
- Cảng Sài Gòn
- Cấp nước Đà Nẵng
- Chè Dilmah
- Công an Hà Bắc
- Công an Hải Phòng
- Công an Nhân dân
- Công an Quảng Nam – Đà Nẵng
- Công an Thanh Hóa
- Công nghiệp Hà Nam Ninh
- Công nghiệp Thực phẩm
- Công nghiệp Việt Trì Vĩnh Phú
- Công nhân Bia Đỏ
- Công nhân Xây dựng Hà Nội
- Công nhân Xây dựng Hải Phòng
- Cung Đình Tháp
- Dệt Nam Định
- Dược phẩm Cần Giờ
- Đá mỹ nghệ Sài Gòn
- Đại học Thể dục Thể thao Bắc Ninh
- Điện Hải Phòng
- Định Hướng Phú Nhuận
- Đồng Nai
- Gia Lai – Kon Tum
- Gò Dầu
- Hà Nội cũ
- Hà Nội Phù Đổng
- Hà Tây
- Hải Hưng
- Hải quan
- Hàng không Việt Nam
- Hòa Phát Hà Nội
- Hoàng Sang
- Học viện Nutifood
- Khánh Hòa cũ
- Kiên Giang
- Khách sạn Khải Hoàn
- Lạng Sơn
- Luxury Hạ Long
- Mancons Sài Gòn
- Maseco
- Megastar United
- Navibank Sài Gòn
- Ngân hàng Đông Á
- Ngôi sao Gia Định
- Ninh Thuận
- Phòng không – Không quân
- Phú Khánh
- Quân khu 2
- Quân khu 3
- Quân khu 4
- Quân khu 5
- Quân khu 7
- Quân khu 9
- Quân khu Thủ đô
- Quang Huy Mobile
- Quang Minh DEC
- Quảng Bình
- Quảng Nam
- Quảng Nam – Đà Nẵng
- Quảng Ngãi
- Sài Gòn
- Sara Thành Vinh
- Sinhanco
- Sở Công nghiệp Thành phố Hồ Chí Minh
- Sóc Trăng
- Sông Bé
- Sông Lam Nghệ Tĩnh
- Tây Á Hà Nội
- TDC Bình Dương
- Thái Nguyên
- Than Quảng Ninh
- Thành Long
- Thanh niên Bình Định
- Thanh niên Cần Thơ
- Thanh niên Hà Nội
- Thanh niên Sài Gòn
- Thanh niên Thanh Hóa
- Thanh Thái
- Thành Thành Khánh Hòa
- Thể Công
- Thống Nhất
- Tổng cục Đường sắt
- Trà Vinh
- Triệu Minh
- T&T Baoercheng
- Vạn Chinh
- Vĩnh Phúc
- VST
- Xi măng The Vissai Ninh Bình
- Xi măng Xuân Thành Sài Gòn
- Yên Bái

### Nữ
- Cần Thơ
- Hà Tây
- Hải Phòng
- Lâm Đồng
- Long An
- Quận Ba Đình
- Quảng Nam
- Quảng Ngãi
- Sóc Sơn
- Tao Đàn
- Tiền Giang